# 尤卡坦鎮區 (明尼蘇達州休斯頓縣)
尤卡坦鎮區（英語：Yucatan Township）是位於美國明尼蘇達州休斯頓縣的一個行政鎮區。

## 地方資料
尤卡坦鎮區的面積為111.20平方千米，當中陸地面積為110.70平方千米，而水域面積為0.50平方千米。根據2020年美國人口普查的數據，當地共有人口328人，而人口密度為每平方千米2.95人。